# 1506

## Починали
- 20 май – Христофор Колумб, изследовател
- 13 септември – Андреа Мантеня, италиански художник